# Lavocatia
Lavocatia è un genere di estinto di mammiferi del Cretaceo inferiore spagnolo. Questi piccoli erbivori vissero durante l'era dei dinosauri. I Lavocatia sono membri dell'ordine dei multitubercolati e del sottordine 'plagiaulacida' (famiglia Pinheirodontidae). Sono quindi alcuni tra i più antichi rappresentanti dell'ordine.
Il genere Lavocatia venne classificato da Josè Ignacio Canudo e Gloria Cuenca-Besco nel 1996, in onore del Professor Renè Lavocat (Montpellier), che condusse studi paleontologici sui primi mammiferi. Consiste attualmente di una sola specie, L. alfambrensis (dal nome del fiume Alfambra che scorre presso galve), i cui resti fossili vennero ritrovati nella formazione "Camarillas" a Galve, Teruel,  Spagna, datata al Cretaceo inferiore (Barremiano). Tali resti consistono in un premolare superiore destro (P5), conservato al Museo Paleontologico dell'Università di Saragozza.

## Tassonomia
Sottoclasse  †Allotheria Marsh, 1880
- Ordine †Multituberculata Cope, 1884:
  - Sottordine †Plagiaulacida Simpson, 1925
    -       - Famiglia †Pinheirodontidae Hahn & Hahn, 1999
        - Genere †Pinheirodon Hahn & Hahn, 1999
          - Specie †P. pygmaeus Hahn & Hahn, 1999
          - Specie †P. vastus Hahn & Hahn, 1999
          - Specie †P. sp. Hahn & Hahn, 1999

        - Genere †Bernardodon Hahn & Hahn, 1999
          - Specie †B. atlanticus Hahn & Hahn, 1999
          - Specie †B. sp. Hahn & Hahn, 1999

        - Genere †Gerhardodon Kielan-Jaworowska & Ensom, 1992
          - Specie †G. purbeckensis Kielan-Jaworowska & Ensom, 1992

        - Genere †Iberodon Hahn & Hahn, 1999
          - Specie †I. quadrituberculatus Hahn & Hahn, 1999

        - Genere †Lavocatia Canudo & Cuenca-Bescós, 1996
          - Specie †L. alfambrensis Canudo & Cuenca-Bescós, 1996

        - Genere †Cantalera Badiola, Canudo & Cuenca-Bescós, 2008
          - Specie †C. abadi Badiola, Canudo & Cuenca-Bescós, 2008

        - Genere †Ecprepaulax Hahn & Hahn, 1999
          - Specie †E. anomala Hahn & Hahn, 1999